# Bun
Bun (en francès Bun) és un municipi francès situat al departament dels Alts Pirineus i a la regió d'Occitània.

## Demografia
| 1962                                       | 1968 | 1975 | 1982 | 1990 | 1999 | 2007 |
| ------------------------------------------ | ---- | ---- | ---- | ---- | ---- | ---- |
| 123                                        | 126  | 113  | 105  | 101  | 108  | 129  |
| Des de 1962: població sense dobles comptes |      |      |      |      |      |      |

## Administració
| Període   | Identitat               | Partit |
| --------- | ----------------------- | ------ |
| 2001-2008 | Maryse Pihiliangegedera |        |
| 2008-     | Marcel Cazajous         |        |